# Trotskisme

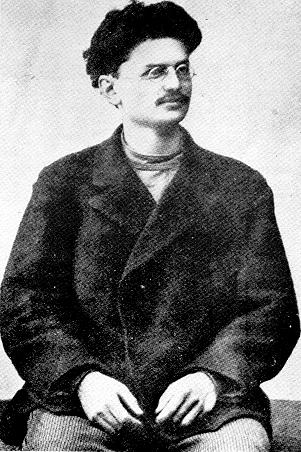
Lev Trotski exiliat a Sibèria en 1900

El trotskisme és la versió del marxisme desenvolupada per Lev Trotski, qui, considerant-se un marxista ortodox i un bolxevic, defensava la creació d'una avantguarda del partit. Les idees polítiques de Trotski difereixen de les de Stalin, sobretot pel que fa a la necessitat d'una revolució proletària internacional, rebutjant així la teoria del socialisme en un sol país. De fet, el trotskisme es presenta com un retorn al marxisme genuí tal com es practicava en la Revolució Russa i en els primers temps de la Komintern, oposant-se, doncs, a l'adulteració del marxisme perpetrada, segons els trotskistes, per Stalin i els seus seguidors.
Nombrosos grups, persones i col·lectius s'han definit com a trotskistes tot i mantenir interpretacions diferents dels escrits de Trotski.

## Idees principals
Les idees principals del trotskisme són:
- Suport a l'estratègia de la revolució permanent, en oposició a la teoria de les dues fases dels seus adversaris, idees expressades per Trotski a La revolució permanent (1928) i Resultats i projectes (1906)[2]
- Crítica a la direcció de la Unió Soviètica constituïda després de la mort de Lenin (1924); a partir de 1933, aquesta idea va dur a propugnar l'esclat d'una revolució a l'URSS en contra allò que els trotskistes definien com un estat obrer degenerat. Trotski va exposar aquests pensaments a La revolució traïda[3]
- Suport a la revolució social als països capitalistes avançats mitjançant l'acció de masses de la classe obrera[4]
- Suport a l'internacionalisme proletari[5]

## La Teoria de la Revolució Permanent

### Orígens
Segons Trotski, el terme trotskisme fou encunyat per Pàvel Miliukov, (a vegades transliterat com a 'Paul Miliukoff'), l'ideòleg del Partit Constitucional Democràtic (Kadet) de Rússia. El 1905, Milyukov s'oposà durament a allò que ell anomenava trotskisme.
Durant la Revolució de 1905, Trotski, escollit president del Soviet de Sant Petersburg, defensava la idea de dur a terme immediatament la revolució proletària mentre que d'altres socialistes es mostraven partidaris de dur a terme primer una revolució burgesa capitalista que enderroqués un sistema feudal com ho era el tsarisme. Fou aleshores, que Trotski va desenvolupar la teoria de la Revolució permanent com més tard fou coneguda. De fet, el terme revolució permanent està pres d'un escrit de Karl Marx de 1850 com ho és la seva Nota per al Comitè Central de la Lliga Comunista.

### Característiques
Fins a 1905, assenyalava Trotski, els marxistes només havien teoritzat com es podia dur a terme una revolució en un país capitalista d'Europa per instaurar-hi el socialisme, la qual cosa, evidentment, deixava fora el cas de Rússia, considerada aleshores -i fins a la revolució de 1917- com un país que encara no havia arribat al capitalisme, ja que encara es trobava en un estadi feudal amb una petita i feble burgesia.
Amb la teoria de la Revolució Permanent, Trotski pretenia explicar com es podia arribar a establir el socialisme en un país endarrerit com Rússia, on no es complia el requisit d'haver-s'hi desenvolupat plenament la societat capitalista. Segons Trotski, a Rússia era només el proletariat qui podia enderrocar-hi el feudalisme comptant amb el suport de la pagesia, però la classe obrera no s'havia d'aturar pas aquí sinó que havia d'aprofitar l'ocasió per dur a terme la seva revolució contra la feble classe capitalista, instaurant, doncs, un estat obrer, i fent una crida a la classe obrera dels països capitalistes avançats d'acudir en la seva ajuda, de tal manera que el socialisme pogués desenvolupar-se a Rússia i a tot arreu.

### La revolució burgesa capitalista democràtica
Les revolucions esdevingudes a Gran Bretanya durant el segle xvii i a França el 1789 van abolir-hi el feudalisme i van crear les condicions necessàries per al desenvolupament del capitalisme. Ara bé, segons Trotski, aquesta mena de revolucions mai no s'esdevindrien a Rússia. En la Revolució Francesa, França va viure allò que els marxistes denominen revolució burgesa democràtica, en la qual la burgesia enderrocà el feudalisme. Després, la burgesia va instaurar un règim d'institucions parlamentàries "democràtiques", però mentre que els drets democràtics eren garantits a la burgesia, no es concediren pas ni el sufragi universal ni el dret als treballadors a crear els seus sindicats ni a fer vaga sinó després de tot un procés de lluita per part de la classe obrera. Segons Trotski, a Rússia no hi havia pas una burgesia revolucionària il·lustrada que hi pogués exercir aquest paper. De fet, fins i tot en temps de les revolucions de 1848, la burgesia russa no va poder ni voler fer aquesta funció.

### La feblesa dels capitalistes
Segons la teoria de la revolució permanent, als països on no s'ha completat la revolució burgesa democràtica, la classe capitalista s'oposa a la creació de qualsevol mena de situació revolucionària, principalment perquè tem que això pugui dur la classe treballadora a lluitar per la seva revolució en contra de la seva explotació pel capitalisme. Durant la Revolució de 1905, a Rússia la classe capitalista va acabar considerant necessari aliar-se amb els elements reaccionaris com ara la noblesa feudal terratinent i la mateixa autocràcia tsarista per protegir la seva propietat de l'expropiació per la classe obrera. Per tant, als països endarrerits, la classe capitalista és feble i incapaç de dur a terme el canvi revolucionari, ja que es troba lligada a la classe dels terratinents feudals. A més, segons Trotski, com que una gran part de la indústria russa s'havia originat gràcies a l'acció del govern, a vegades mitjançant subvencions, la classe capitalista hi estava vinculada a l'oligarquia dirigent; a més, la classe capitalista russa es trobava sota la dependència del capital europeu.

### El paper de la classe obrera
En opinió de Trotski, en un país endarrerit només el proletariat, és a dir, la classe obrera, és capaç de dur a terme les tasques de la revolució burgesa. El 1905, la classe obrera russa, una minoria en una societat majoritàriament agrària, estava agrupada en grans fàbriques capitalistes i amuntegada en districtes obrers, la qual cosa, trencant amb l'aïllament de la vida a pagès, va comprendre que per emancipar-se necessitava dur a terme un gran esforç col·lectiu formant soviets, és a dir, consells d'obrers, que prengueren part en la Revolució. Per la seva banda, la pagesia no pot assumir aquesta tasca revolucionària perquè es troba escampada en petites explotacions al camp i, a més, forma un grup heterogeni on tant s'hi poden trobar pagesos rics que lloguen treballadors rurals (jornalers) i aspiren a esdevenir terratinents com també pagesos pobres que desitgen posseir més terra; per tant, la pagesia és incapaç, tal com, segons Trotski, ho demostra l'experiència històrica, d'actuar com a classe independent.
Així doncs, tot i ser una petita minoria a la societat russa, el proletariat dirigirà una revolució per emancipar la pagesia i, d'aquesta manera, assegurar-se'n el suport. Malgrat tot, la classe obrera trobarà necessari crear la seva pròpia revolució la qual, a més d'acomplir les tasques corresponents a la revolució burgesa, establirà un estat obrer.

### La revolució internacional
Segons el marxisme clàssic, en un país agrari, com ara Rússia a principis del segle xx, la Revolució prepara el camí només per al desenvolupament del capitalisme, ja que els pagesos alliberats esdevenen petits propietaris, productors i comerciants, la qual cosa duu a l'aparició de mercats que fan emergir una nova classe capitalista. Només en països capitalistes completament desenvolupats es poden posar les bases per construir-hi el socialisme.
Trotski admetia que, en un país com Rússia, un estat i una economia socialistes no podrien resistir-hi ni l'hostilitat del món capitalista ni tampoc les contradiccions de la seva endarrerida economia. Per tant, calia que la revolució es propagués ràpidament cap als països capitalistes, donant origen a una revolució socialista d'àmbit mundial. És, doncs, en aquest sentit que la revolució és permanent, movent-se primer del nivell burgès al proletari, i d'ací, ininterrompudament, cap a revolucions d'abast europeu o mundial. Fins aleshores, el socialisme havia vist el capitalisme com el seu rival a ser eliminat internacionalment. Aquesta idea fou admesa per tots els marxistes fins que, el 1924, Stalin va començar a defensar la idea del socialisme en un sol país.

## La visió trotskista de la Revolució Russa de 1917
El 1917, Trotski fou elegit president del Soviet de Petrograd, però aviat va passar a dirigir el Comitè Militar Revolucionari, que comptava amb el suport de la guarnició de Petrograd, a través del qual va dirigir la insurrecció militar d'octubre de 1917.
Abans de la Revolució de Febrer, Lenin havia llençat la idea de fer una crida per a la dictadura democràtica del proletariat i la pagesia; tot i així, igual com Trotski, Lenin va continuar defensant la idea, pròpia del marxisme clàssic, que la pagesia forma la base del desenvolupament del capitalisme no pas del socialisme. Lenin sempre havia considerat que la revolució russa necessitava provocar una revolució socialista a l'Europa occidental per tal que la societat socialista europea acudís en ajuda de la revolució a Rússia i la capacités per arribar al socialisme, una idea del tot coincident amb el concepte de Revolució Permanent exposat per Trotski; per això, després de la Revolució d'Octubre, la teoria de la Revolució Permanent fou adoptada pels bolxevics i admesa oficialment per l'estat soviètic fins a la mort de Lenin (1924).
Per la seva banda, després de Febrer, Trotski, que el juliol de 1917 va adherir-se als bolxevics, va admetre la idea de Lenin del centralisme democràtic, segons la qual per dur a terme la revolució proletària cal disposar d'un partit organitzat i disciplinat, cosa que, segons Trotski i els trotskistes, cal no confondre amb la manera com s'organitzà el partit sota el domini de Stalin; d'ací la visió trotskista que la pèrdua de la democràcia a la Unió Soviètica es degué al fracàs d'expandir la revolució a nivell internacional i, doncs, foren les guerres, l'aïllament i la intervenció imperialista, i no pas el sistema d'organització bolxevic el que va dur al totalitarisme.

## Estat obrer degenerat
Després de la mort de Vladimir Ilitx Lenin, dins de la Unió Soviètica va donar-se una lluita pel poder que acabà resolent-se a favor de Stalin; per això, Trotski, el principal opositor a Stalin, fou expulsat del Partit Comunista de la Unió Soviètica (PCUS) el 12 de novembre de 1927 i enviat a l'exili el 1929; al seu torn, dins de la Unió Soviètica molts dels seguidors de Trotski, agrupats dins de la facció denominada Oposició d'esquerra, foren empresonats i, a tot arreu del món, els partits comunistes expulsaren els seus sectors trotskistes. A més, a la Unió Soviètica va encunyar-se la idea que trotskista era sinònim de traïdor, cosa que va aplicar-se sovint durant la Guerra Civil espanyola, on, en els llocs controlats per comunistes, qualificar algú de trotskista equivalia a titllar-lo d'espia o d'agent provocador.
Llavors, Trotski va desenvolupar la teoria que la Unió Soviètica havia esdevingut un estat obrer degenerat. Certament, no s'hi havia restaurat el capitalisme i, per tant, la nacionalització de la indústria, decretada per Lenin, estava encara en vigor; ara bé, l'estat estava sota el control d'una casta burocràtica amb interessos hostils als de la classe obrera, per la qual cosa, l'estalinisme era una força contrarevolucionària. Calia doncs engegar una revolució proletària a l'URSS per recuperar-hi la democràcia socialista, ja que, si no, arribaria un moment en què la burocràcia estalinista arribaria al punt de restaurar el capitalisme per enriquir-se (vegeu Revolucions de 1989).

## La IV Internacional
Trotski va organitzar l'Oposició d'Esquerra Internacional, que fins a l'ascens de Hitler el 1933, es considerà una fracció de la Komintern, tot i la persecució que els seus militants patien per part de l'Estalinisme. El 1938, Trotski i les organitzacions que s'identificaven amb els seus punts de vista fundaren la IV Internacional, basant-se en la teoria de Lenin del partit d'avantguarda, considerant-la com l'única força capaç de dur a terme la revolució mundial tant contra el capitalisme com contra l'estalinisme.
Segons Trotski, la desfeta de la classe obrera alemanya i la instauració del Tercer Reich el 1933 fou en gran part deguda als errors polítics de la Komintern; a més, la incapacitat dels partits comunistes d'aprendre la lliçó d'aquesta desfeta demostrava que resultava impossible reformar-los; per això calia organitzar una nova internacional obrera. Aleshores, el trotskisme era un corrent polític important en països com ara Vietnam, Sri Lanka, Bolívia o Xina, on s'havia adherit al trotskisme Txen Duxiu, el fundador del moviment comunista xinès.
A tot arreu on prengueren el poder, els comunistes consideraren una tasca prioritària perseguir i eliminar els trotskistes, als quals consideraven com el pitjor enemic. A causa d'aquesta repressió, doncs, després de la Segona Guerra Mundial, el trotskisme esdevingué marginal dins del moviment comunista. Tot i així, la IV Internacional va dur a terme congressos mundials el 1948 i 1951 en el darrer dels quals es definí els nous règims comunistes del Bloc de l'Est com a estats obrers degenerats. Per altra banda, la Internacional va escindir-se en dues faccions el 1953 que es reunificaren deu anys més tard.
Actualment existeixen, arreu del món, un nombre elevat d'organitzacions trotskistes que provenen de les agrupades en la Quarta Internacional. En el seu moment es van veure enfortides en certa manera per la per ells previst caiguda de la Unió Soviètica.
Als Països Catalans han existit nombroses organitzacions trotskistes, entre les quals cal destacar Revolta Global-Esquerra Anticapitalista, el Partit Obrer Revolucionari (POR), actualment integrat a Esquerra Unida i Alternativa (EUiA), o En lluita.